# Trieces walleyi
Trieces walleyi là một loài tò vò trong họ Ichneumonidae.